# 山一證券 (2005年設立)
山一證券株式会社（やまいちしょうけん）は、旧社であった山一證券の元社員によって2004年7月に創業、2005年4月に設立された証券会社。
特定の資本系列に属さず、完全独立で企業向けに国際的なM&A（合併・買収）を提案するブティック型のM&Aアドバイザリー・ファームである。
旧・四大証券会社の一角で、不正会計（損失隠し）事件後の経営破綻により1997年（平成9年）11月24日に自主廃業した旧社とは、商号を引き継いだ以外に、直接の関係はない。

## 沿革
- 2004年7月 - IBS株式会社として創業。
- 2005年4月 - IBS証券株式会社（証券設立）
- 2007年11月 - IBS証券株式会社（第二種金融商品取引業）
- 2011年4月 - 商号をIBS山一證券株式会社に変更。
- 2014年7月 - 商号を山一證券株式会社に変更。
- 2019年7月 - グローバルM&Aプラットフォーム【Platform2000】運用開始。